# Бардавіль
Бардавіль або Сабхет-ель-Бардавіль  (араб. بحيرة البردويل ‎) — затока лагунного типу на північному сході Єгипту, на північному узбережжі Синайського півострова. Відокремлено від Середземного моря вузькою піщаною смугою.
Озеро Бардавіль має близько 90 км завдовжки і трохи більше 22 км завширшки.  Займає площу близько 700 км². Площа поверхні — 726 км².
У зимовий сезон озеро пов'язане із Середземним морем вузькою протокою на сході, через який надходить морська вода навіть без шторму. Влітку вода озера активно випаровується, і воно стає ізольованим; вода, що відступила, залишає солончаки.
Бардавіль є одним із основних джерел місцевої рибної промисловості, вилов становить понад 2500 тонн на рік; у промислі задіяно близько 3000 рибалок. Рибальство припиняється у період із січня до травня, щоб рибні запаси відновилися.
Бардавіль — арабська назва Балдуїнів, п'яти королів Єрусалима часів хрестових походів. Озеро лежить на території, яка за часів хрестоносців була предметом суперечок між латинським Єрусалимським королівством та Єгиптом, а ще за часів Геродота служила кордоном між Сирією та Єгиптом. Заболочені береги озера і були легендарним геродотовим Сербонійським болотом. Наразі водно-болотні угіддя захищені Рамсарською конвенцією.